# Scythia craniumequinum
Scythia craniumequinum är en insektsart som beskrevs av Kiritchenko 1938. Scythia craniumequinum ingår i släktet Scythia och familjen skålsköldlöss. Inga underarter finns listade i Catalogue of Life.